# Черногория на «Детском Евровидении»
Черногория на детском конкурсе песни Евровидение впервые приняла участие в 2014 году, где её представительницы Маша Вуядинович и Лейла Вулич c песней «Budi dijete na jedan dan» заняли 14 место, набрав 24 балла.
В 2015 году Черногорию представляла Jana Mirkovic с песней Oluja. Она заняла 13 место,набрав 36 баллов. На данный момент это лучший результат для Черногории.
С 2016 года Черногория  не принимает участия в конкурсе. Страна не вернётся на конкурс в 2024 году. В 2025 году страна вернётся на конкурс.

## Выступления

### 2014 год
18 июля 2014 года стало известно о дебюте Черногории на Детском Евровидении 2014 года
. Первыми её представителями были Маша Вуядинович и Лейла Вулич с песней «Budi dijete na jedan dan» ( на рус. «Стань ребёнком на один день»). Они выступали под 10 номером и заняли 14 местом с 24 баллами.

### 2015 год
Основная статья: Детский конкурс песни Евровидение 2015
Черногория объявила об участии на Детское Евровидение 2015. Её представил Яна Миркович с песней «Oluja»( на рус. «Шторм»). Она выступала последним, 17 номером и занял 13 место с 36 баллами.

### 2016 год-2023 год
Черногория отказалась от участия в конкурсе в 2016 году по финансовой причине.Черногория также не участвовала в конкурсе с 2017-2023 года.

### 2024 год
Основная статья: Детский конкурс песни Евровидение 2024
Изначально было объявлено, что Черногория впервые с 2015 года будет транслировать Детское Евровидение, однако в итоге страна отказалась от этого. Страна не вернулась на конкурс в 2024 году.

### 2025 год
Основная статья: Детский конкурс песни Евровидение 2025
23 июня 2025 года было объявлено, что страна возвращается на конкурс после девятилетнего отсутствия.

## Участники
| Год                               | Место проведения | Артист                        | Песня                                                 | Перевод                       | Язык                     | Баллы | Место |
| --------------------------------- | ---------------- | ----------------------------- | ----------------------------------------------------- | ----------------------------- | ------------------------ | ----- | ----- |
| 2014                              | Марса            | Маша Вуядинович и Лейла Вулич | «Budi dijete na jedan dan» (Буди дијете на један дан) | «Стань ребёнком на один день» | Черногорский, английский | 24    | 14    |
| 2015                              | София            | Яна Миркович                  | «Oluja»                                               | «Шторм»                       | Черногорский             | 36    | 13    |
| Не участвовала с 2016 по 2024 год |                  |                               |                                                       |                               |                          |       |       |
| 2025                              | Тбилиси          |                               |                                                       |                               |                          |       |       |

## История голосований
Черногория отдала:
| #  | Страна             | Очки |
| -- | ------------------ | ---- |
| 1  | Сербия             | 19   |
| 2  | Мальта             | 16   |
| 3  | Болгария           | 14   |
| 4  | Италия             | 13   |
| 5  | Украина            | 10   |
| 6  | Армения            | 9    |
| 7  | Албания            | 8    |
| 8  | Россия             | 5    |
| 8  | Словения           | 5    |
| 8  | Северная Македония | 5    |
| 9  | Кипр               | 4    |
| 9  | Грузия             | 4    |
| 10 | Австралия          | 3    |
| 11 | Нидерланды         | 1    |

Черногория получила:
| # | Страна             | Очки |
| - | ------------------ | ---- |
| 1 | Сербия             | 12   |
| 2 | Мальта             | 10   |
| 3 | Северная Македония | 8    |
| 4 | Словения           | 5    |
| 5 | Албания            | 1    |

## Трансляция, Комментаторы и глашатай
| Годы      | Вещатель         | Комментатор(-ы)                    | Глашатай       |
| --------- | ---------------- | ---------------------------------- | -------------- |
| 2003-2013 | Не транслировала | Не транслировала                   | Не участвовала |
| 2014      | TVCG 1           | Дражен Баукович и Тамара Иванкович | Александра     |
| 2015      | TVCG 1           | Дражен Баукович и Тамара Иванкович | Лейла Вулич    |
| 2016-2024 | Не транслировала | Не транслировала                   | Не участвовала |